# Mboandong
Der Mboandong  ist ein kleiner, flacher Kratersee in der Region Sud-Ouest Kameruns.

## Beschreibung
Der See liegt etwa einen Kilometer südlich des Barombi Koto. Der kreisrunde See hat keine ständigen Zu- oder Abflüsse. Lediglich zur Regenzeit läuft Wasser an einer niedrigen Uferstelle ab. Die Kraterränder sind dicht mit Wald bedeckt, der bis hinunter zum Seeufer reicht. Häufigste Baumart sind Raphiapalmen, die teilweise noch im Wasser stehen. Nur einer Stelle ist der Wald gerodet worden und Kakaobäume wurden angepflanzt. Mit Ausnahme weniger Seerosen in ufernähe gibt es keine höheren Pflanzen im See. Das Wasser des Sees ist von bräunlicher Farbe und enthält weniger Phytoplankton als das des Barombi Koto.

## Fauna
Das Zooplankton des Sees wird von Ruderfußkrebsen (Thermocyclops hyalinus) dominiert. Daneben gibt es Büschelmückenlarven, Eintagsfliegenlarven, sechs Arten von Rädertierchen, Muschelkrebse, Wasserflöhe, Hüpferlinge und Süßwassermilben. Häufige größere Wirbellose sind Kleinlibellen- und Libellenlarven, Riesenwanzen, Wasserläufer, Teichläufer und eine Stabwanzenart (Ranatra sp.). Die Fischfauna des Mboandong besteht aus fünf Arten, drei Buntbarsch-Arten und zwei Prachtkärpflinge. Die Cichliden sind Hemichromis camerounensis, Sarotherodon galilaeus und der im Barombi Koto und im Mboandong endemische Coptodon kottae, die Prachtkärpflinge der Vielfarbige Prachtkärpfling (Aphyosemion bitaeniatum) und Oesers Prachtkärpfling (Fundulopanchax oeseri).